# System prawa kontynentalnego
System prawa kontynentalnego (łac. ius civile) – system funkcjonowania prawa typowy dla państw Europy kontynentalnej, obecny także w Szkocji, Islandii, Azji Centralnej i niektórych byłych koloniach (m.in. państwach Ameryki Łacińskiej, Quebecu i Luizjanie).
Ze względu na różnice historyczne i językowe spotyka się podział porządków prawnych tego systemu (kultury prawa) na odłamy romański, germański i podkulturę skandynawską.
Jego charakterystyczną cechą jest wyłączność stanowienia prawa przez organy władzy ustawodawczej (stąd także nazwa system prawa stanowionego, ang. statutory law lub statute law) w odróżnieniu od systemu common law, który bazuje na poprzednio wydanych wyrokach sądowych (precedensach). Podkultura skandynawska (np. Norwegia i Szwecja) przyjęła rozwiązania pośrednie.

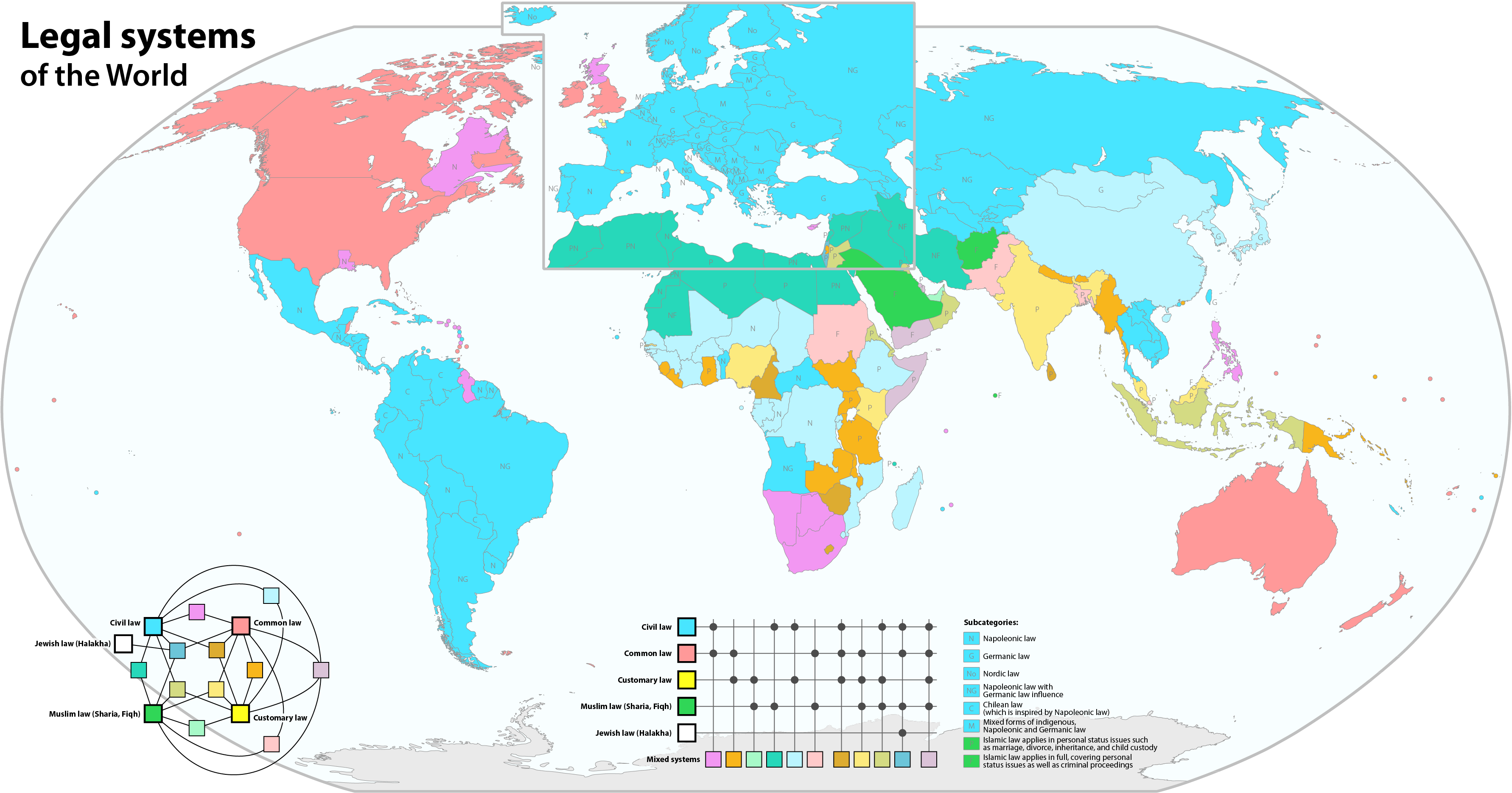
Na niebiesko zaznaczony jest obszar obowiązywania kontynentalnego systemu prawa, na czerwono systemu anglosaskiego. Inne kolory oznaczają systemy mieszane lub obszar obowiązywania nieeuropejskich systemów prawnych.

## Cechy kontynentalnego systemu prawa
Z historycznego punktu widzenia cechują go:
- ścisły związek z prawem rzymskim (m.in. działalność szkoły glosatorów, recepcja prawa rzymskiego od XVI wieku)
- związek prawa stanowionego z religią chrześcijańską (m.in. wpływy uniwersalizmu papieskiego i cesarskiego)
- odrzucenie prawa zwyczajowego od procesów stanowienia i stosowania prawa
- widoczne skutki funkcjonowania władzy absolutystycznej, przejawiające się w aktywności prawodawczej władzy państwowej, ukształtowaniu zasad praworządności w działaniach administracji państwowej i ograniczeniu roli sądownictwa wyłącznie do stosowania prawa.

Z punktu widzenia zagadnień norm i źródeł prawa, stanowienia i stosowania prawa:
- hierarchia aktów normatywnych, podporządkowanie wszystkich aktów konstytucji, a prowadzenie działalności prawodawczej przez wydawanie przez parlament ustaw zgodnych z konstytucją
- kompleksowa kodyfikacja prawa sądowego materialnego i procesowego
- cechy niesprzeczności, zupełności prawa, oparcia norm prawnych na jednolitej aksjologii
- całkowite rozdzielenie procesów stanowienia i stosowania prawa (stanowienie skutkuje powstaniem generalnej i abstrakcyjnej normy, stosowanie – indywidualnej i konkretnej decyzji)
- rozumowanie od ogółu do szczegółu (wydawanie indywidualnej decyzji na podstawie obowiązujących norm generalnych)
- swoboda decyzyjna władzy sądowniczej zapewniana wyłącznie przez obecność klauzul generalnych i zwrotów niedookreślonych.

Z punktu widzenia nauki prawa:
- nauka prawa ma podstawy filozoficzne i teoretyczne i pozwala na wykształcenie się różnorodnych kierunków filozoficznych i teoretycznych
- nauka prawa nie tworzy norm prawnych ani reguł interpretacji aktów normatywnych
- uniwersytety są głównym miejscem nauczania prawa.

## Upodabnianie się systemów prawa
Coraz częściej mamy do czynienia z upodabnianiem się systemów prawa stanowionego i systemu prawa precedensowego. Orzecznictwo najwyższych sądów w systemie prawa stanowionego zaczyna wywierać coraz większy – choć nieformalny – wpływ na orzecznictwo sądów niższej instancji. W systemie prawa precedensowego wzrasta zaś rola prawa stanowionego (głównie w dziedzinach prawa administracyjnego, finansowego i karnego).